# Atropus atropos
Atropus atropos es una especie de peces de la familia Carangidae en el orden de los Perciformes.

## Morfología
Los machos pueden llegar alcanzar los 26,5 cm de longitud total.

## Distribución geográfica
Se encuentra en las  costas del Océano Índico y al oeste del Pacífico.